# Hozumi Moriyama
Hozumi Moriyama (japanisch 森山 秀実 Moriyama Hozumi; * 5. November 1967) ist ein ehemaliger japanischer Eisschnellläufer.

## Werdegang
Moriyama, der an der Nihon-Universität in Tokio studierte, wurde im Jahr 1988 japanischer Meister im Sprint-Mehrkampf und im folgenden Jahr bei japanischen Meisterschaften Dritter im Sprint-Mehrkampf. International startete er erstmals in der Saison 1987/88 und belegte dabei bei der Sprintweltmeisterschaft 1988 in West Allis den 15. Platz im Sprint-Mehrkampf sowie bei seiner einzigen Teilnahme an Olympischen Winterspielen im Februar 1988 in Calgary den 28. Platz über 1500 m. In der Saison 1988/89 nahm er in Innsbruck erstmals am Eisschnelllauf-Weltcup teil, wobei er den sechsten Platz über 1000 m sowie den vierten Platz über 500 m errang und lief bei der Sprintweltmeisterschaft 1989 in Heerenveen auf den 11. Platz. In der folgenden Saison erreichte er in Karuizawa mit dem dritten Platz über 1000 m seine einzige Podestplatzierung im Weltcup und bei der Sprintweltmeisterschaft 1990 in Tromsø den siebten Platz. Zudem gewann er bei der Winter-Asienspielen 1990 in Sapporo über 500 m und 1000 m jeweils die Bronzemedaille. Im folgenden Jahr wurde er bei der Winter-Universiade in Sapporo Fünfter über 1000 m. Letztmals im Weltcup startete er im November 1991 in Heerenveen, wobei er den zehnten Platz über 1000 m errang.

## Erfolge

### Olympische Spiele
- 1988 Calgary: 28. Platz 1500 m

### Sprint-Weltmeisterschaften
- 1988 West Allis: 15. Platz Sprint-Mehrkampf
- 1989 Heerenveen: 11. Platz Sprint-Mehrkampf
- 1990 Tromsø: 7. Platz Sprint-Mehrkampf

### Winter-Asienspiele
- 1990 Sapporo: 3. Platz 500 m, 3. Platz 1000 m

## Persönliche Bestleistungen
| Disziplin | Zeit        | Datum            | Ort        |
| --------- | ----------- | ---------------- | ---------- |
| 500 m     | 37,05 s     | 25. Februar 1989 | Heerenveen |
| 1000 m    | 1:14,76 min | 25. Februar 1989 | Heerenveen |
| 1500 m    | 1:56,84 min | 13. Februar 1988 | Calgary    |
| 3000 m    | 4:26,51 min | 8. Februar 1986  | Obihiro    |
| 5000 m    | 7:52,98 min | 9. Februar 1986  | Obihiro    |